# Cardenal

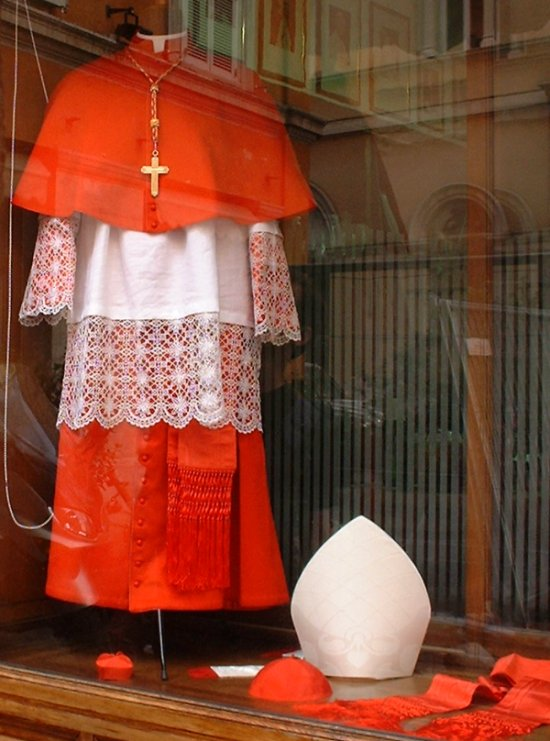
Roba d'un cardenal

Un cardenal és un clergue que ocupa el segon rang jeràrquic dins l'organigrama de l'Església Catòlica, immediatament després del papa, que és qui el nomena en unes cerimònies públiques anomenades "consistoris ordinaris". Els cardenals constitueixen el Col·legi Cardenalici, òrgan peculiar al qual correspon l'elecció del Summe Pontífex en cas de mort o de renúncia de l'anterior. En circumstàncies ordinàries els cardenals assisteixen de forma col·legiada el papa quan aquest els convoca per a tractar qüestions de màxima importància, o bé de forma individual a través dels diversos càrrecs que ostenten o dels oficis que exerceixen. Entre aquestes tasques ordinàries hi ha el govern de determinades diòcesis, la gestió dels principals organismes de la Cúria Romana, l'administració de la Santa Seu i de la Ciutat del Vaticà.

## Origen i funcions
El mot cardenal, manllevat del títol que des del regnat de Teodosi I el Gran (347-395) rebien determinats alts mandataris de l'Imperi Romà, prové del llatí cardo, -inis, que vol dir eix o frontissa, cosa que defineix amb exactitud el seu paper central i de gran rellevància dins de l'Església.
Atès que originàriament els cardenals eren els clergues més destacats de la diòcesi de Roma, cada un d'ells ostenta un bisbat sufragani d'aquesta (anomenat "suburbicari", etimològicament "per dessota del de la ciutat"), o un títol de prevere o de diaca de determinats temples romans que gaudeixen d'aquest privilegi. Són exceptuats d'aquesta norma els patriarques de les Esglésies Orientals fidels al Primat Romà, els quals tenen com a títol llur respectiva seu patriarcal.
Les màximes jerarquies del Col·legi Cardenalici són el degà i el vicedegà (vegeu "Cardenals bisbes", orde al qual pertanyen), el camarlenc (encarregat de gestionar els afers ordinaris en període de seu vacant, cardenal designat dins de qualsevol orde) i el protodiaca (vegeu "Cardenals diaques"). El Sacre Col·legi també disposa d'un vicecamarlenc, d'un secretari i d'un tresorer, els quals, tanmateix, no han de ser cardenals necessàriament.
La dignitat de cardenal és vitalícia, amb independència de les circumstàncies personals del titular. Naturalment hi pot haver dimissió, però aquestes són raríssimes (la darrera va ser la de Louis Billot, S.J., creat el 1911 cardenal diaca de Santa Maria in Via Lata i que el 1927 va renunciar al cardenalat per discrepàncies amb el papa Pius XI). Més infreqüent encara és que un cardenal sigui desposseït de la dignitat: el darrer fou Louis René Édouard de Rohan, bisbe coadjuntor d'Estrasburg, creat cardenal del títol de Santa Maria in Traspontina el 1778 i destituït vuit anys després a conseqüència del famós affaire del collaret de la reina Maria Antonieta de França.

## Història
Els primers cardenals dels quals hom té notícia pertanyen al pontificat del papa Alexandre I (105 ca. -115 ca.), per bé que llurs funcions en aquell temps resten indeterminades. El que és provat és que aleshores l'elecció de papa era efectuada per tots els clergues de Roma i no només pels cardenals. No fou fins al papat de Nicolau II (Constitució Apostòlica In nomine Domini de 1059) que el dret d'elecció fou reservat als cardenals. En aquesta època només hi havia cardenals romans: els preveres de les set esglésies de Roma i els sis bisbes de les diòcesis dels voltants. L'any 1179 Alexandre III (Constitució Apostòlica Licet de vitanda discordia) estengué aquest dret a tots els cardenals, fossin d'on fossin, i tant si eren bisbes com no. El papa beat Gregori X va fixar la majoria de dos terços dels vots dels cardenals perquè un papa fos elegit (Constitució Apostòlica Ubi periculum de 1274). Aquestes dues darreres disposicions són tothora vigents, per bé que refoses en la normativa actual.
L'any 1576 i mitjançant la butlla Immensa æternis Dei, el papa Sixt IV va establir que per a ser cardenal calia, pel cap baix, haver rebut ordes eclesiàstics menors i va decretar la classificació en tres ordes: episcopal, presbiteral i diaconal, tothora vigents.
El prestigi del cardenalat al llarg dels temps i llur capacitat d'influència en la Cúria Romana van fer d'aquesta dignitat un honor molt cobejat, i determinades famílies el van gairebé patrimonialitzar. També sovint obtenien el títol de cardenal els fadristerns de les grans famílies nobiliàries, com a honor i alhora com a vinculació amb la Santa Seu. Igualment, els papes van atorgar aquest honor a llur parentela i en van fer un instrument de nepotisme. Per tant, podem parlar d'autèntiques dinasties de cardenals, com ara els Orsini i els Colonna de Roma, els Farnese de Parma, els Este de Ferrara, els Medici de Florència, els Ottoboni de Venècia, els Caracciolo de Nàpols, els Borja de Xàtiva o els Rohan d'Estrasburg.
Pel que fa a les activitats ordinàries dels cardenals i també a llur facultat electora, en segles successius van esdevenir instruments de la política exterior de la Santa Seu i també de les principals potències catòliques. Molts papes van promoure al cardenalat personalitats rellevants de determinats països, per tal que influïssin favorablement en els afers de l'església, i alhora els estats forçaven la promoció al cardenalat de personatges propis que poguessin influir en les decisions de la Santa Seu i en l'elecció de futurs papes. Exemples de cardenals destacadíssims en la política dels estats catòlics han estat Francisco Jiménez de Cisneros (cardenal del títol de Santa Balbina, 1507) o Giulio Alberoni (cardenal diaca de Sant'Adriano, 1717, i posteriorment del títol de San Lorenzo in Lucina i protoprete) a Espanya; Armand-Jean du Plessis de Richelieu (cardenal prevere sense títol específic, 1622) i Giulio Raimondo Mazzarino (aquest sense seu, títol ni diaconia, 1641) a França, i Thomas Wolsey (cardenal del títol de Santa Cecília, 1515) a Anglaterra. En dates tan tardanes com el conclave de 1903 encara hi havia cardenals que, tot obeint instruccions de les autoritats de llur país d'origen, vetaven obertament l'elecció com a papa d'un cardenal determinat.
La condició de cardenal és una categoria simplement d'honor i jerarquia atorgat discrecionalment pel papa, però totalment aliena al Sagrament de l'Orde. De fet, antigament hi havia molts cardenals que ni tan sols eren sacerdots: fins i tot hi va haver un papa, Pius III, que va haver de ser ordenat un cop ja havia estat elegit el 1503. El darrer d'aquests fou Teodolfo Mertel, cardenal diaca de Sant'Eustachio i més tard de Santa Maria in Via Lata i de San Lorenzo in Damaso i protodiaca, que fou nomenat cardenal el 1858 i que morí el 1899 sense haver rebut mai l'ordenació sacerdotal.
El nombre de cardenals ha estat molt variable al llarg de la història. El papa Sixt V, mitjançant la constitució apostòlica Immensi aeterni Dei de 22 de gener de 1588, havia fixat un màxim de setanta, norma que va ser derogada pel papa Joan XXIII el 15 d'abril de 1962 pel motu proprio «Cum gravissima». Actualment, doncs, no hi ha límit de nombre.

## El cardenalat actual
D'acord amb el vigent Codi de dret canònic de 1983 (cànon 351.1), els cardenals han de ser homes, lliurement triats pel Summe Pontífex, que hagin rebut l'ordenació sacerdotal i que s'hagin distingit notablement en doctrina, bons costums, pietat i prudència en la gestió de llurs afers. El mateix cànon afegeix: «Els qui encara no siguin bisbes, han de rebre la consagració episcopal», com ja havia establert Joan XXIII amb l'esmentat motu proprio «Cum gravissima». És competència del papa, tanmateix, eximir d'aquesta obligació quan hi hagi motius de pes: és el cas d'Albert Vanhoye, S.J., un prestigiós biblista francoflamenc, que l'any 2006 va ser creat cardenal diaca de Santa Maria della Mercede e Sant'Adriano a Villa Albani per Benet XVI i immediatament eximit de la consagració episcopal per raons d'edat i de salut. De tota manera i segons alguna norma no escrita, aquestes exempcions no afecten mai cardenals-electors.
Des del moment de la seva proclamació, els cardenals resten exempts de la potestat de règim del bisbe local d'allà on es trobin (cànon 357.2).
A més dels cardenals proclamats, el papa pot nomenar cardenals secrets o in pectore («en el pit»). Els cardenals reservats in pectore són aquells el nomenament dels quals pot causar greus problemes, fins i tot represàlies, a ells mateixos, a llur comunitat o a les relacions internacionals entre la Santa Seu i els respectius països. És possible que ni ells mateixos sàpiguen que han estat nomenats. Donat cas que canviïn les circumstàncies que havien aconsellat la reserva, els cardenals in pectore poden ser proclamats públicament en consistori i aleshores conserven l'ordre de prelació que els correspon d'acord amb el consistori de creació i no el de proclamació.
Si el papa mor abans que un cardenal in pectore hagi estat proclamat, el cardenalat expira. Això s'esdevingué per darrer cop a la mort de Joan Pau II el 2005: poc abans havia creat un cardenal in pectore el nom del qual romania secret. Hom va especular molt que el testament del papa incloïa el nom d'aquest cardenal, però no va ser així i el més probable és que mai no s'arribi a saber qui havia rebut aquest honor, encara que determinades fonts especulin amb el nom d'Anton Li Duan, bisbe de Xian (República Popular de la Xina). Per contra, el darrer cardenal in pectore que posteriorment va ser proclamat és Jānis Pujats, arquebisbe de Riga, Letònia, creat en el consistori de 1998 (en ple procés d'independència de les repúbliques bàltiques de la Unió Soviètica) i mantingut en secret fins al de 2001, quan aleshores se li assignà el títol de Santa Silvia.
Els cardenals que fixen la residència a la ciutat de Roma reben ipso facto la ciutadania i el passaport de la Ciutat del Vaticà.

## Ordres cardenalicis
Segons el vigent Codi de Dret Canònic (cànon 350.1, 2 i 3), el Col·legi Cardenalici es distribueix en tres ordes:
- L'orde episcopal: Cardenals bisbes i Patriarques de les Esglésies Orientals.
- L'orde presbiteral: Cardenals preveres o de títol.
- L'orde diaconal: Cardenals diaques.

Com ja ha estat dit, en el moment de proclamar-lo en consistori, el papa confereix a cada cardenal un «bisbat suburbicari», un títol o una diaconia que corresponen a ciutats dels volts de Roma o esglésies romanes que gaudeixen d'aquest privilegi (a part dels cardenals de les Esglésies Orientals, que conserven el nom de la seva seu). D'acord amb el cànon 350.5, mitjançant opció expressada en consistori públic i sempre amb el vistiplau del papa, els cardenals que pertanyen a l'orde presbiteral poden passar d'un títol a un altre (cas del cardenal Carlo Furno, que el 2005 va rebre el títol de Sacro Cuore di Cristo Re i que l'any següent el canvià pel de Sant'Onofrio), i els de l'orde diaconal poden passar d'una diaconia a una altra (cas menys freqüent; el darrer va ser Pietro Palazzini, l'any 1977 creat cardenal diaca de San Pier Damiani in Monte San Paolo i que l'any següent va optar per la diaconia de San Girolamo della Carità).
De semblant manera, els cardenals que hagin romàs deu anys en l'orde diaconal poden optar per passar a l'orde presbiteral. És el cas de l'espanyol Eduardo Martínez Somalo, creat el 1988 cardenal diaca de Santo Nome di Gesù i que el 1999 optà per esdevenir cardenal prevere i la seva diaconia va ser elevada a títol pro illa vice (només per aquell cop). De vegades, tanmateix, la promoció d'un orde a l'altre es produeix sense respectar el termini de deu anys perquè han canviat determinades circumstàncies del titular, sobretot si són cridats a regir sede plena alguna diòcesi: en són exemples l'italià Crescenzio Sepe, creat el 2001 cardenal diaca de Dio Padre Misericordioso i que el 2006 fou nomenat arquebisbe metropolità de Nàpols, amb la qual cosa la seva diaconia esdevingué títol ex officio, o bé el també italià Agostino Vallini, el 2006 creat cardenal diaca de San Pier Damiani i que tres anys després veié la seva diaconia elevada a títol a causa que el papa Benet XVI l'havia nomenat el seu Vicari General per a la ciutat de Roma.
Per a ingressar en l'orde dels cardenals bisbes, o entre aquests per a poder canviar de seu suburbicària, cal una decisió expressa del papa. No és gens freqüent que siguin creats cardenals bisbes ex novo, sinó que la pràctica habitual és que aquests siguin promoguts entre els qui ja pertanyen a l'orde presbiteral i més rarament al diaconal (cas del portuguès José Saraiva Martins, C.M.F., el qual el 2001 fou creat cardenal diaca de Nostra Signora del Sacro Cuore i que el 2009 fou promogut a cardenal bisbe de Palestrina sense haver estat mai cardenal prevere).
Un cas de carrera completa en el cardenalat és la del nigerià Francis Arinze: el 1985 va ser creat cardenal diaca de S. Giovanni della Pigna; passats deu anys, el 1996 va optar per l'orde presbiteral i la seva diaconia fou elevada a títol pro illa vice; finalment, el 2005 fou promogut a l'orde episcopal i li fou atorgada la seu suburbicària de Velletri-Segni.

### Cardenals bisbes
Són els de rang superior dins del Col·legi Cardenalici. Atès que, tal com està prescrit, tots els cardenals han de ser bisbes (llevat de l'exempció esmentada), el títol de "cardenal bisbe" només vol dir que el titular ostenta un dels set bisbats anomenats suburbicaris, és a dir, sufraganis del de Roma. El papa sol conferir l'honor de pertànyer a l'orde episcopal als cardenals més conspicus de la Cúria Romana.
Les set seus suburbicàries, per ordre de prelació, són: Ostia, Velletri-Segni, Frascati, Porto-Santa Rufina, Albano, Palestrina i Sabina-Poggio Mirteto. El fet que un cardenal ostenti el títol d'una d'aquestes diòcesis no comporta que aqueestes no tinguin bisbe propi dotat de potestat ordinària de règim. Les seus suburbicàries són set, però els cardenals bisbes només són sis; la raó és que el cardenal degà del Col·legi Cardenalici assumeix el bisbat d'Ostia tot retenint el que tenia anteriorment (motu proprio de sant Pius X Edita a nobis, 1914).
D'acord amb el cànon 350.3, que recull el motu proprio de Pau VI Ad purpuratorum patrum (1965), també pertanyen a l'orde episcopal els cardenals patriarques de les Esglésies orientals d'obediència al Primat Romà. A aquests darrers no se'ls assigna seu suburbicària, sinó que ostenten el nom de llur patriarcat. Els patriarques orientals que avui dia (abril de 2014) són cardenals, són els d'Antioquia de ritu maronita (elector), d'Antioquia de ritu sirià (no elector) i d'Alexandria de ritu copte (elector).
El cardenal degà, la màxima autoritat del Col·legi per bé que en qualitat de primus inter pares, és elegit per i entre els cardenals bisbes. Entre les seves atribucions hi ha l'ordenació episcopal del papa elegit, en cas que aquest no fos bisbe (això succeí per darrera vegada el 1831, quan el cardenal Mauro Cappellari, que només era sacerdot, va ser elegit papa amb el nom de Gregori XVI). El degà és assistit per un vicedegà i l'elecció d'ambdós ha de ser confirmada pel papa (cànon 352.2). Aquests càrrecs, si no hi ha promoció o renúncia, són vitalicis: cas de promoció és Angelo Sodano, cardenal bisbe d'Albano i cardenal del títol in commendam de S. Maria Nuova, elegit vicedegà el 2002 i que el 2005 passà a ser degà automàticament a conseqüència de l'elecció a papa del fins aleshores titular (Joseph Ratzinger). Per contra, el 2002 el cardenal degà Bernardin Gantin va fer vuitanta anys, i tot i que res no li ho obligava, va renunciar al deganat del Sacre Col·legi i se'n tornà al seu Benín natal.
Des d'abril de 2007 el cardenal degà és Geovanni Battista Re, , i el vicedegà és Roger Etchegaray, cardenal bisbe de Porto-Santa Rufina i president emèrit dels Consells Pontificis Iustitia et Pax i Cor Unum. Cap dels dos no són electors, puix que són més grans de vuitanta anys; per això el primer lloc de prelació en un eventual conclave correspondria al cardenal bisbe més antic dintre de la categoria electoral, que actualment (març de 2014) és Tarcisio Bertone, cardenal bisbe de Frascati, secretari d'estat emèrit.
El degà i el vicedegà són els únics cardenals que han de residir obligatòriament a la ciutat de Roma (cànon 352.4).

### Cardenals preveres o de títol
Són els cardenals als quals hom ha assignat el títol d'un temple parroquial romà que disposa d'aquest privilegi. Tradicionalment, es tracta de l'orde més nombrós, puix que a ell solen pertànyer els cardenals que amb règim ordinari regeixen o han regit les diòcesis més importants del món. Com a exemples actuals (novembre 2007), Jorge Liberato Urosa Sabino, arquebisbe de Caracas, Veneçuela, és cardenal del títol de S. Maria ai Monti; Lluís Martínez i Sistach, arquebisbe de Barcelona, Catalunya, és cardenal del títol de S. Sebastiano alle Catacombe, o Gabriel Zubeir Wako, arquebisbe de Khartum (Sudan) és cardenal del títol de Sant'Atanasio in Via Tiburtina. Els tres títols corresponen a parròquies realment existents a la ciutat de Roma, tot i que, respecte als cardenals que els ostenten, només siguin honorífics. De fet, més enllà d'un determinat patrocini o d'un lloc protocol·lari, els cardenals preveres no tenen cap potestat de règim sobre les parròquies de les quals són titulars; fins i tot tenen prohibit expressament d'immiscir-se en llurs afers ordinaris (cànon 357.1).
Per bé que, primer de tot, hom valora la qualitat personal del candidat, quan es tracta de crear cardenals preveres o de títol, el papa recorre preferentment a criteris de representació geogràfica. És a dir, al món hi ha determinades diòcesis el bisbe de les quals ha de ser cardenal "per força", ja sigui per la importància intrínseca de la ciutat o perquè comporten la representació de tot un país. Mitjançant aquesta norma no escrita, formen part del Col·legi Cardenalici bisbes de les més diverses nacionalitats, de forma que així hom dona contingut i exemple fefaent de la universalitat de l'Església Catòlica.
Dintre de l'orde dels preveres, havia tingut una relativa importància l'anomenat cardenal protoprevere (el primer dels preveres per antiguitat de creació), al qual durant segles hom assignava el títol de San Lorenzo in Lucina. Avui dia només comporta la prelació protocol·lària dins del seu orde.

### Cardenals diaques
Són aquells que han rebut la diaconia (orde eclesiàstic immediatament inferior al sacerdoci) de determinats temples romans que disposen d'aquest privilegi. Solen ser adscrits a l'orde diaconal els cardenals que no ostenten cap jurisdicció episcopal ordinària, sinó que ocupen llocs prominents a la Cúria Romana o bé que hom ha volgut distingir com a reconeixement d'una trajectòria personal al servei de l'Església (en aquest cas és freqüent que hom els nomeni quan ja superen els vuitanta anys, és a dir, que ja no seran electors). En són exemples d'aquest orde: el darrer cardenal diaca català, Anselm Maria Albareda i Ramoneda, O.S.B., monjo de Montserrat, que va ser arxiver i director de la Biblioteca Vaticana i que el 1962 fou creat cardenal diaca de Sant'Apollinare alle Terme Neroniane-Alessandrine i alhora ordenat arquebisbe titular de Gissaria, cardenal elector; també Domenico Bartolucci, director emèrit de la Capella Musical Pontificia, fou creat cardenal diaca Ss. Nomi di Gesù e Maria in Via Lata el 2010, quan ja era més que octogenari -no elector-, i fou eximit de l'ordenació episcopal.
Entre els cardenals diaques destaca el protodiaca (etimològicament "el primer dels diaques", és a dir, el més antic d'aquest orde cardenalici. El protodiaca és l'encarregat de comunicar públicament qui ha estat elegit papa i quin nom vol adoptar per al seu pontificat. També és competència seva la coronació (imposició del "pal·li") dels nous arquebisbes metropolitans, cosa que inclou el nou papa en la seva condició primada de bisbe de Roma. En el cas de la darrera ascensió al soli pontifici, la del papa Francesc l'any 2013, la proclamació i la coronació van recaure en l'aleshores protodiaca, el francès Jean-Louis Tauran, cardenal diaca de S Apollinare alle Terme Neroniane-Alessandrine i president del Consell Pontifici per al Diàleg Interreligiós.

## Elecció papal
L'elecció del papa té com a base legal el Codi de Dret Canònic vigent (cànons 332, 349 i 350) i immediatament la Constitució Apostòlica Universi Dominici Gregis promulgada pel papa Joan Pau II el 22 de febrer de 1996. Mitjançant el motu proprio de l'11 de juny de 2007 De aliquibus mutationibus, ratificat pel Normas nonnullas de 22 de febrer de 2013, el papa Benet XVI va matisar aquella Constitució Apostòlica en el sentit que sempre cal la majoria de dos terços dels cardenals electors perquè sigui efectiva l'elecció papal, encara que a partir de la 34a votació hi hagi d'haver ballottage entre els dos candidats que en l'escrutini anterior resultin més ben situats, als quals des d'aleshores és sostret el dret de sufragi actiu.
En virtut de tota aquesta legislació, l'elecció de papa té lloc en l'anomenat "conclave" (mot que podria ser traduït "amb pany i clau"), assemblea secreta a la qual prenen part exclusivament els cardenals electors en un nombre màxim de cent vint (des de la Constitució Apostòlica Romano Pontifici Eligendo, II, I, 3, de Pau VI, 1r d'octubre de 1975). Són cardenals electors tots aquells qui el moment de la seu vacant per mort o per renúncia del papa no hagin complert els vuitanta anys (norma vigent des del motu proprio de Pau VI Ingravescentem aetatem, II, 2, de 21 de novembre 1970, refosa en tota la legislació posterior).
Aquest dret d'elecció és actiu, però no pas, o no necessàriament, passiu. En efecte, i contràriament a allò que hom sovint pensa i escriu, enlloc no diu que l'elegit papa hagi de ser cardenal; encara més, la legislació preveu, per exemple, què cal fer si l'elecció recau en algú que no pertany al Col·legi Cardenalici, o que ni tan sols sigui bisbe, o que estigui lluny de Roma. Ara bé, la força del costum és la que s'ha imposat: amb posterioritat a l'elecció d'Urbà VI (1378-1389), tots els papes prèviament han estat cardenals.
Aquesta exclusivitat, de iure o de facto, provoca que la proclamació dels cardenals sigui sempre finalista, és a dir, que quan el papa nomena un cardenal més o menys està traçant el camí que conduirà a l'elecció del seu successor. Antigament, aquesta teleologia havia estat fins i tot escandalosa, quan més d'un papa veia que se li acostava la mort i nomenava a correcuita un nombre de cardenals que resultés determinant per a l'elecció del successor. Els romans anomenaven irònicament aquest grupet il giovane collegio.
De tota manera, volguda o no, la tria d'una determinada persona per a fer-lo cardenal comporta sempre el finalisme, encara que no sigui premeditat. Això es fa evident en els casos de pontificats llargs: en el moment de la mort del papa sant Joan Pau II hi havia 117 cardenals electors, dos dels quals no assistiren al conclave per motius de salut. Doncs bé, dels 115 finalment reunits, només 2 no havien estat nomenats pel papa difunt, i aquesta aclaparadora majoria mostrava ben clarament quin havia estat el camí suggerit amb vista a qui havia de ser el seu successor (tanmateix, hi hagué sorpresa, perquè l'elegit, Joseph Ratzinger, era precisament un d'aquells dos: havia estat fet cardenal per Pau VI el 1977). També és significatiu el cas de Benet XVI, el qual pocs mesos abans de la seva renúncia i en dos consistoris successius s'havia afanyat a crear 24 nous cardenals electors.

Esquema de l'escut d'un cardenal (en aquest cas d'un que sigui arquebisbe, pel bàcul amb doble creu).

## Hàbits i heràldica dels cardenals
L'hàbit dels cardenals és el propi dels eclesiàstics seculars, però caracteritzat pel color vermell púrpura en rivets, botonada, solideu, bonet, birreta i faixa, i en tota la sotana, i també en la musseta i la capa si se'n duen, en les cerimònies solemnes. Per això sovint se'ls anomena "purpurats". Es diferencien dels simples bisbes perquè en l'hàbit d'aquests predomina el color vermell violeta i no el porpra.
Els cardenals timbren llur escut heràldic (el que ja posseïen com a bisbes o, en cas que no ho fossin, el que ha estat dissenyat expressament) amb un capel del qual pengen a cada costat quinze borles en cinc ordes, tot de gules. El filacteri del peu duu com a inscripció el lema personal del cardenal.